# ハルカ (YOASOBIの曲)
「ハルカ」は、日本の音楽ユニットYOASOBIの楽曲。6作目の配信限定シングルとして2020年12月18日に各音楽配信サービスにてリリースされた。楽曲は、「アートアクアリウム展2021〜博多・金魚の祭り〜」イメージソング及びタカラトミー 新触感液晶お世話トイ『ぷにるんず』CMソングに使用されている。

## 概要
YOASOBIの配信作品としては、前作『群青』に続いて6作目となる楽曲であり、放送作家の鈴木おさむとコラボレーションした作品である。楽曲の原作は、YOASOBIが鈴木おさむがパーソナリティを務めるTOKYO FM『JUMP UP MELODIES TOP 20』にゲスト出演したことをきっかけに、鈴木おさむが執筆した小説『月王子』である。
また、本楽曲をもとに鈴木おさむが執筆、伊豆見香苗がイラストを描き下ろしたビジュアル小説『ハルカと月の王子さま』が2021年2月19日に発売された。

## チャート成績
本楽曲は、2020年12月28日付（集計期間：2020年12月14日～12月20日）のBillboard JAPANダウンロード・ソング・チャート「Download Songs」で13,717DLを売り上げ、5位に初登場した。その後はストリーミングを中心に高順位を維持し続け、翌年6月23日公開のBillboard JAPANストリーミング・ソング・チャート「Streaming Songs」にてストリーミング再生回数が1億回を突破した。

### 認定と売上
|                                | 認定 (RIAJ) | 売上/再生回数      |
| ------------------------------ | ----------- | ------------------ |
| ダウンロード                   | 未公表      | 99,000             |
| ストリーミング                 | プラチナ    | 100,000,000 回再生 |
| *認定のみに基づく売上/再生回数 |             |                    |

## カバー
Ayase feat.初音ミク - タワーレコードにて限定販売されたAyaseの2ndアルバム『MIKUNOYOASOBI』に収録されている。